# Río Ovelha
El río Ovelha es un río del noroeste de la península ibérica que discurre íntegramente por el distrito de Oporto, en Portugal.

## Curso
Nace en Pena Suar (junto al parque eólico), cerca de Covelo do Monte, en la freguesia de Aboadela del municipio de Amarante. Pasa por la sierra de Marão y su desembocadura se encuentra en Fornos, en Marco de Canaveses. El río Támega recibe sus aguas.
Se trata de un pequeño río de agua clara y márgenes de diverso tamaño, a veces domesticado por la agricultura intensiva que alimenta. Su caudal es muy variable y a veces anega los campos durante las inundaciones. Está represado en algunos lugares para mover molinos, hoy abandonados. En este río en la freguesia de Folhada hay un antiguo puente medieval, que se cree sustituto de uno de mayor antigüedad y de origen romano, el Ponte do Arco.